# Borta med kvinnan
Borta med kvinnan (originaltitel Tatt av kvinnen) är en norsk komedifilm från 2007 i regi av Petter Næss. Filmen var Norges bidrag till Oscarsgalan 2008, men blev inte nominerad till något pris.